# 단꿈교육
단꿈교육은 대한민국의 교육 기업이다. 온라인 강의를 제작 및 판매한다.

## 서비스 목록
- 단꿈공무원 : 국어, 영어, 한국사 등
- 단꿈자격증 : G-TELP, 한국사능력검정시험 등